# Hnědý podtrpaslík

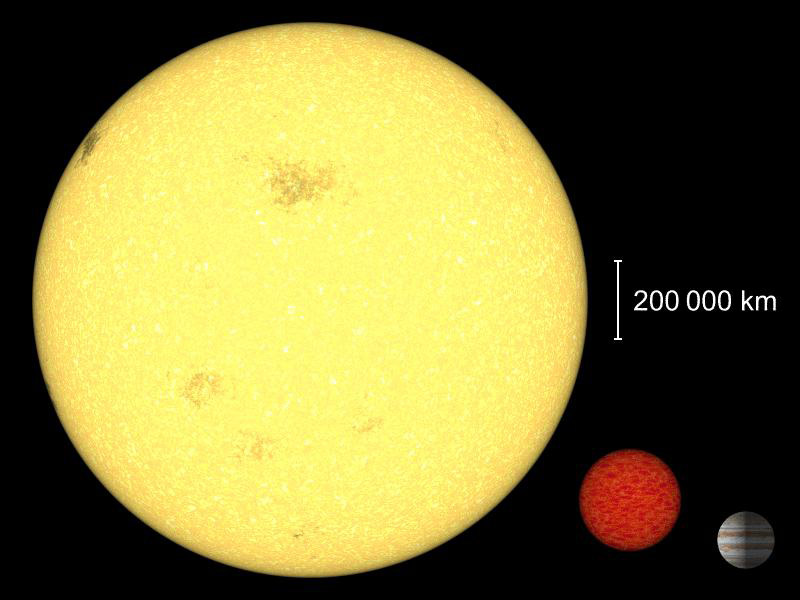
Porovnání velikosti Slunce, hnědého podtrpaslíka a Jupitera

Hnědý podtrpaslík či hnědý trpaslík s hmotností planety případně toulavá planeta je astronomický objekt vytvořený stejným způsobem jako hvězdy a hnědí trpaslíci (tj. prostřednictvím kolapsu oblaka plynu), ale který má hmotnost pod limitem termojaderné fúze deuteria (asi 13 hmotností Jupiteru). Obvykle bývá řazen do podhvězdných objektů.
Někteří astronomové je označují jako „toulavé planety“, zatímco jiní jako „hnědé trpaslíky s hmotností planety“.

## Charakteristika
Přestože hnědí potrpaslíci vznikají podobným způsobem jako klasické hvězdy (zhroucením plynového mraku), nepanuje dosud mezi astronomy shoda, zda má být proces formace brán v úvahu při klasifikaci objektu jako planety. Volně plující hnědí podtrpaslíci mohou být pozorováním nerozeznatelní od toulavých planet, které se sice původně vytvořily kolem hvězdy, byly však vyvrženy ze své oběžné dráhy, a hnědých podtrpaslíků tvořených volně v hvězdokupách, jen dodatečně zachycených na oběžnou dráhu kolem nějaké hvězdy.
Pracovní skupina Mezinárodní astronomická unie na WGESP (Working Group on Extrasolar Planets) přednesla v roce 2003 definici tohoto termínu.
- Jako hnědý podtrpaslík by se mělo označovat jen volně plující těleso nacházející se v mladých hvězdokupách, které má hmotnost pod dolní hmotností hranice hnědých trpaslíků.
- Ostatní podobně hmotné objekty, které obíhají hvězdy, by měly být – bez ohledu na způsob jejich vzniku – označovány jako planety.

## Seznam možných hnědých podtrpaslíků
- WISE 0855–0714 – hmotnost 3–10 hmotností Jupitera (MJ), asi 7 světelných let daleko
- S Ori 52
- UGPS J072227.51-054031.2 – 10–25 MJ, 13 světelných let daleko
- Cha 110913-773444 – 5–15 MJ 163 světelných let daleko
- CFBDSIR 2149-0403 – 4–7 MJ 130 světelných let daleko
- OTS 44 – 11,5 MJ 550 světelných let daleko